# Annot
Annot er en lille fransk by beliggende i Alpes-de-Haute-Provence i det nordøstlige Verdon, ca. 90 km. nord for Nice. Annot ligger midt mellem Nice og Digne-les-Bains og er krydsningsstation på koglebanen.
I området er der muligheder for klatring/bouldering.
| 1793  | 1800  | 1806  | 1821  | 1831  | 1836  | 1841  | 1846  | 1851  | 1856  |
| ----- | ----- | ----- | ----- | ----- | ----- | ----- | ----- | ----- | ----- |
| 1.190 | 1.072 | 1.068 | 1.160 | 1.292 | 1.197 | 1.178 | 1.149 | 1.144 | 1.161 |
| 1861  | 1866  | 1872  | 1876  | 1881  | 1886  | 1891  | 1896  | 1901  | 1906  |
| 1.162 | 1.137 | 1.140 | 989   | 1.036 | 1.069 | 1.046 | 1.015 | 1.096 | 1.473 |
| 1911  | 1921  | 1926  | 1931  | 1936  | 1946  | 1954  | 1962  | 1968  | 1975  |
| 1.109 | 825   | 978   | 992   | 1.018 | 1.018 | 920   | 920   | 846   | 859   |
| 1982  | 1990  | 1999  | 2006  |       |       |       |       |       |       |
| 1.035 | 1.053 | 988   | 1.015 |       |       |       |       |       |       |